# 一個叫霍克的人
《一個叫霍克的人》（英語：A Man Called Hawk）是一部美國動作劇情電視劇，1989年1月28日至5月13日在ABC播出。《一個叫霍克的人》為罪案劇《鐵膽英雄》的衍生作，以艾弗利·布鲁克斯飾演的霍克當主角，演出陣容也以非洲裔美國人為主；幾位之後成名的黑人影星也曾客串過，例如安琪拉·貝瑟、凱斯·大衛、山繆·傑克森、德尔罗伊·林多、喬·蒙頓、查爾斯·S·達頓、溫德爾·皮爾斯和衛斯里·史奈普等。雖然電視劇僅播出一季後被取消，但布鲁克斯所扮演的黑人英雄形象深植人心。
該劇2006年在TV One重播。之後登陸Tubi供線上觀看。

## 外部連結
- 互联网电影数据库（IMDb）上《一個叫霍克的人》的资料（英文）